# Kanton Cernay
Kanton Cernay (fr. Canton de Cernay) je francouzský kanton v departementu Haut-Rhin v regionu Grand Est. Tvoří ho 31 obcí. Před reformou kantonů 2014 ho tvořilo 11 obcí.

## Obce kantonu
od roku 2015:
| - Aspach-le-Bas - Aspach-Michelbach - Bitschwiller-lès-Thann - Bourbach-le-Bas - Bourbach-le-Haut - Cernay - Fellering - Geishouse - Goldbach-Altenbach - Husseren-Wesserling - Kruth - Leimbach - Malmerspach - Mitzach - Mollau - Moosch | - Oderen - Rammersmatt - Ranspach - Roderen - Saint-Amarin - Schweighouse-Thann - Steinbach - Storckensohn - Thann - Uffholtz - Urbès - Vieux-Thann - Wattwiller - Wildenstein - Willer-sur-Thur |

před rokem 2015:
- Aspach-le-Bas
- Bernwiller
- Burnhaupt-le-Bas
- Burnhaupt-le-Haut
- Cernay
- Schweighouse-Thann
- Staffelfelden
- Steinbach
- Uffholtz
- Wattwiller
- Wittelsheim